# مرسيدس-بنز الفئة إي
إن  الفئة E  من سيارات مرسيدس بنز هي فئة مختلفة الاشكال من السيارات التي تنتجها الشركة. وفي البدء كان الحرف اللاتيني E يرمز إلى الكلمة الألمانية Einspritzmotor والتي تعني (حقن الوقود) وكانت هذه التقنية، أي تقنية حقن الوقود، جديدة في منتصف خمسينيات القرن الماضي حين بدأت شركة مرسيدس بإنتاج سيارات يكون محركها يعمل يتقنية الحقن وحينها بدأت شركة مرسيدس بإضافة هذا الحرف إلى رمز السيارة، مثلا 230E أو 200E أو 300E. ولم يتغير هذا الترتيب، أي الرقم قبل الاسم إلى أن قدمت نسخة معدلة من سيارة مرسيدس فئة E ذات الطراز W124 في سنة 1993. وعندها أصبح الحرف يسبق الرقم، مثلا E200 أو E320. ولقد حصل هذا التغيير لان الشركة شعرت بعدم وجود ضرورة لتفريق الفئة E على أساس نظام الوقود لانه كانت في ذلك الوقت كل سيارات مرسيدس بنز تعمل على نظام حقن الوقود Fuel Injection. 

ونظرا لقوة السيارة وتحملها، فكثيرا ما تشاهد سيارات مرسيدس من فئة E كسيارات أجرة (تاكسي) في أوروبا وتركيا.

## تاريخ السيارة
مثل باقي سيارات مرسيدس بنز، فإن الشركة تغير كامل السيارة وتطرح شكلا جديدا كل فترة، حوالي عشر سنوات. وكل شكل جديد يرمز له بحروف وارقام تميز السيارة عن سابقتها. وسنعتمد هذا التصنيف باظهار التطور الزمني للفئة E.

### بونتون W120
بدأ إنتاج هذه السيارة في سنة 1953. وكان يضع على مؤخرة السيارة الرمز 180. وكانت هذه السيارة ذات شكل جذاب وتعمل بمحرك سعة أربعة اسطوانات متتالية بشكل مستقيم.

### W110
بدءا من عام 1962 اضافت الشركة إلى مؤخرة السيارة ما يشبه زعنفة، أو ذيل السمكة. وظهرت لأول مرة سيارات فئة E بمحرك بسعة ست اسطوانات متتالية بشكل مستقيم وأيضا ازدادت سعة محركات السيارات العاملة بمحرك سعة أربع اسطوانات.

### W114/W115
في عام 1968 ظهر الشكل المرموز اليه ب ===W114/W115 === وكان هذا الشكل قد قدم بمحرك من ست أو أربع اسطوانات متتالية بشكل مستقيم وظهرت لأول مرة سيارة مرسيدس فئة E بشكل الكوبيه (أي رياضية بباب واحد).

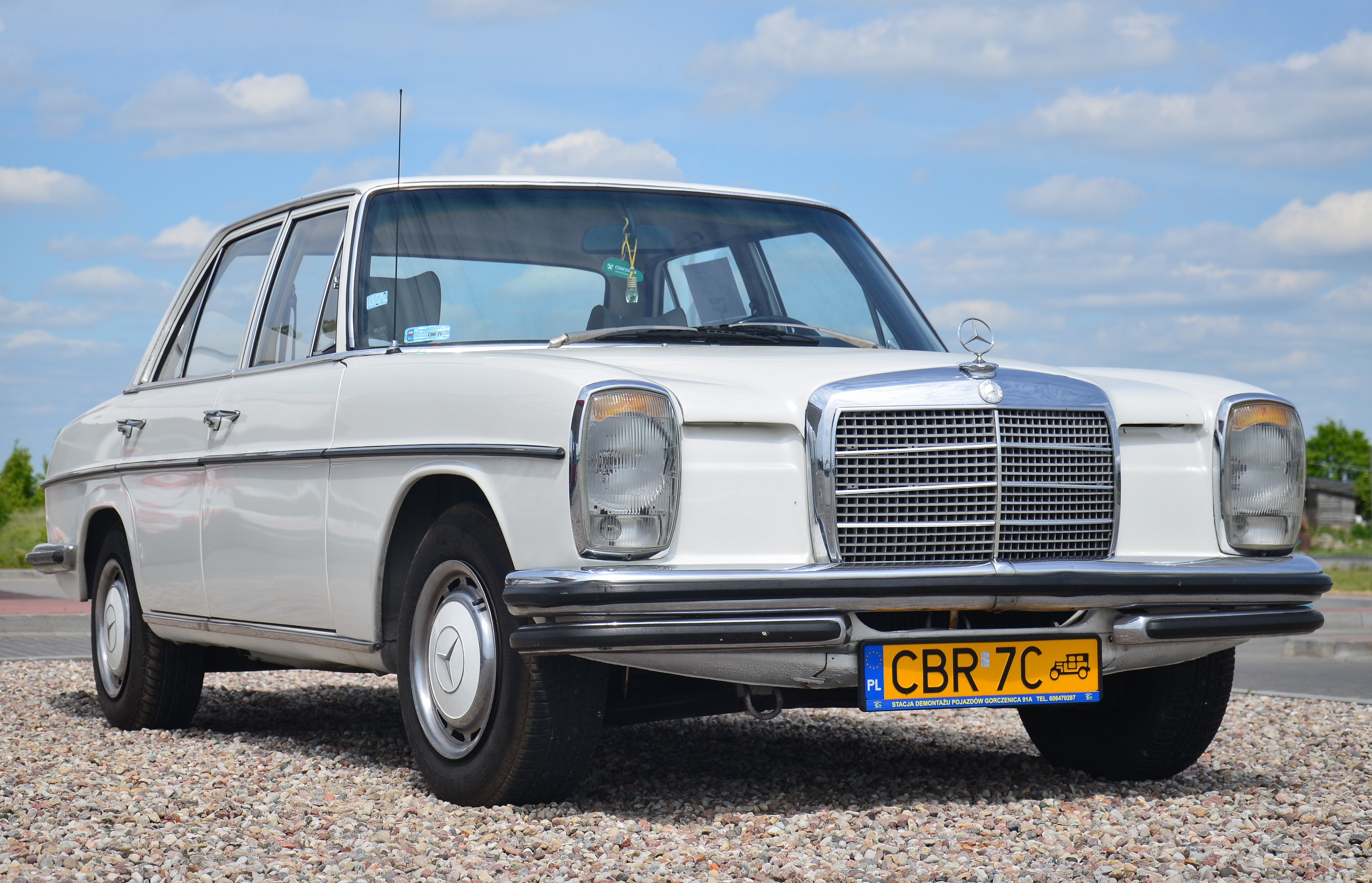
مرسيدس بنز W115

### W123
حين أطلقت هذه الشكل من فئة E الشائع المظهر بسنة 1976، كانت من أكثر السيارات مبيعا خصوصا تلك السيارات التي عملت بمحرك ديزل ذو اربع اسطوانات متتالية بشكل مستقيم التي رمز إليها بالرقم 240D وهذا الحرف D يرمز إلى أن السيارة تعمل بوقود الديزل (السولار). ولقد عززت هذه الشكل من الفئة E سمعة الشركة بجودة إنتاجها وبيع منها، إلى أن توقف إنتاجها في سنة 1985 أكثر من 2.3 مليون سيارة. 

وقدمت السيارة باشكال السيدان (أربعة أبواب) والكوبيه (رياضية بباب واحد) وعربة بخمسة أبواب ورمز إليها بحرف T مثلا 200ET.

### W124
بدا بإنتاج هذا الشكل في سنة 1985 وتوقف في سنة 1995 (استمر في الهند إنتاج سيارة W124 إلى سنة 1997. اما الشكل الكوبيه (بباب واحد) فلقد استمر إلى سنة 1996. وقد قامت الشركة بإجراء تعديلات على هيكل السيارة الخارجي سنة 1990 واضيفت زوائد على الأبواب وتغير وثم أجرت تعديل نهائي على الهيكل الخارجي في سنة 1994 إلى أن توقف إنتاج هذه السيارة الناجحة والشائعة جدا في سنة 1995. 

وقدمت السيارة بطيف واسع من الخيارات الأساسية كسعة المحرك والخيارات الاضافية من مثل وسائد الهواء للحماية ونوافذ تعمل على الكهرباء. 

ومن سنة 1992 إلى سنة 1994 طورت شركة مرسيدس بالتعاون مع شركة بورش محرك اختياري للسيارة بسعة 5 لتر وبقوة 315 حصانا. وقد رمز إلى هذا الفئة بالرمز E500.

### W210
أنتجت هذا الشكل من سنة 1996 إلى سنة 2002. وهذه السيارة رفعت من مستوى السيارة إلى مستوى السيارات الفارهة العليا وكان هذا بسبب الشكل الخارجي وارتفاع كلفة الشراء من المصنع. وعدل هيكل السيارة الخارجي اوخر سنة 1998 لموديلات سنة 1999 حيث اجري على السيارة أكثر من 1800 تعديل. واجهت هذه السيارة منافسة عنيفة من سيارات الفئة الخامسة من شركة بي ام دبليو 
.
وقدمت أيضا هذه السيارة بشكل كوبيه (رياضية من باب واحد بسقف معدني) وكشف (ذات سقف متحرك) وحملت هذه السيارات رمز آخر غير W210 وهو رمز ً208.

### W211
انتج هذا الشكل من سنة 2003 إلى سنة 2009. واعتبرت تطورا اخرا للسابقتها W210 واعترت منافسا أقوى لغريماتها التقليديات من سيارات الفئة الخامسة من شركةبي ام دبليو 

وفي 2005 قدم منها نسخة رياضية بباب واحد رمز إليها برمز W219 وهي من فئة جديدة استحدثت وسميت بفئة مرسيدس-بنز الفئة سي أل أس. واجري عليها تعديلات للهيكل الخارجي وللمعدات في سنة 2006 لحل بعض المشاكل التي ظهرت في الإنتاج السابق. 

وحظيت هذه السيارة بطيف واسع من المحركات أكبرها كان سعة 5 لتر ورمز للسيارة التي تحمله برمز E550 إلى أن اصيف محرك يحتوي فعلا على 5 ليتر ونصف في سنة 2006. 

وكان منها سيارات معدلة من قبل شركة AMG. وحملت رمز E55 وE63.

### W212
بدا بإنتاج هذا الشكل من سنة 2010 إلى 2016

## مرسيدس إي كلاس 2010
- في طرازها الأحدث، أصبحت (إي كلاس سيدان) متوفّرة بمحرّكين جديدين أقوى بكثير وأقل استهلاكاً من المحرّكات المستخدمة سابقاً. طراز (إي 350) يحتوي على محرّك (V6) جديد تماماً سعة 3.5 لتر يستخدم تقنية الحقن المباشر للوقود ومعدّل ضغط عالٍ ليولّد 302 حصان و273 باوند/قدم من العزم. طراز (إي 550) يحتوي على محرّك (V8) مزوّد بشاحن توربينيّ مزدوج سعة 4.7 لتر يولّد 402 حصان و443 باوند/قدم من عزم الدوران. وكلا المحرّكين متّصل بناقل تروس أوتوماتيكيّ رشيق سباعيّ السرعات ممّا يجعل (إي 350) تسير لمسافة 18 ميل لكل غالون في المدينة و25 ميل لكل غالون في الطرق السريعة بينما تقطع (إي 550) 16 ميلاً لكل غالون واحد في المدينة و24 ميل على الطرق السريعة.

- (إي كلاس) الجديدة تمّت إعادة تصميمها مؤخراً، لتمثّل تطوّراً هائلاً ملحوظاً مقارنة بالطراز السابق؛ فبالإضافة إلى التصميم الداخليّ والخارجيّ الجديد تتمتّع (إي كلاس) الجديدة بعدد كبير من المواصفات التقنيّة بالغة التطوّر – كما هو متوقّع من مرسيدس- ومع هذا فسعر الطراز الجديد أقلّ بـ4،600 دولار من الطراز السابق.

### مرسيدس الفئة إي طراز 2014
الفئة إي لدى مرسيدس تعتبر أحد أهم محاور إنتاج الشركة، إذ أنها تعد إحدى أفضل سياراتها مبيعا. لذلك كان من المستغرب أن تقوم الشركة بتقديم تعديلات كبيرة على السيارة بعد مرور فترة قصيرة على إطلاقها فكان التغيير التصميم عام 2013 ليس مجرد تعديلات طفيفة، ولكن أشبه بتغيير شامل في السيارة، خاصة فيما يتعلق بمظهرها الخارجي، وتحديدا مقدمتها التي عرفت تغييرا تصميما شاملا.
من حيث المحركات، تستمر الفئة إي بتقديم عدد كبير من المحركات، يبدأ مع طراز E200 بمحرك أربعة اسطوانات مع تيربو بقوة 184 حصان، ويمر عبر طرازات E250 وE300 وE350 لينتهي بطراز E500 بمحرك V8 بسعة 4.6 ليتر بقوة 408 حصان.

## مرسيدس إي كلاس كوبيه 2014
كشقيقتها الصالون ذات الأربعة أبواب، عرفت الفئة إي كوبيه تغييرا تصميميا جذريا لعام 2013، خاصة في المقدمة التي ركزت مرسيدس على إعطائها صبغة أكثر رياضية بالمقارنة مع طراز سيدان. ولأنها لا تقوم على قاعدة طراز الصالون، ولكن على قاعدة معدلة من الفئة سي، فلا تضم الفئة إي كوبيه فئة AMG على عكس سيارات السيدان. وتوفر مرسيدس الفئة إي أيضا بطراز مكشوف بأربعة مقاعد حقيقية، مما يجعلها مناسبة للاستخدام اليومي. ومن حيث المحركات، تتشارك الفئة E كوبيه والمكشوفة مع شقيقتها السيدان بعدد كبير من المحركات، من فئة E200 كوبيه بمحرك أربعة اسطوانات مع تيربو بقوة 184 حصان، وصولا إلى طراز E500 بمحرك V8 بسعة 4.6 ليتر بقوة 408 حصان.

## مرسيدس E 63 AMG
تقدم مرسيدس طراز E 63 AMG بنفس المواصفات للجيل السابق، مع محرك من ثمانية اسطوانات من فئة V8 بسعة 5.5 ليتر مع جهازي تيربو بقوة 525 حصان. السيارة تصل إلى سرعة 100 كلم/س في 4.2 ثانية وهذا الرقم ينزل إلى 3.7 ثانية عند اختيار نظام 4Matic للدفع الرباعي. كما بالإمكان اختيار الفئة S، والتي تحصل على نفس المحرك ولكن بقوة 557 حصان مع الدفع الرباعي، لتصل إلى سرعة 100 كم/س في 3.6 ثانية. للمقارنة فقط، فإن طراز بورشه 911 كاريرا 4S يحتاج إلى 3.9 ثانية للوصل إلى نفس السرعة.

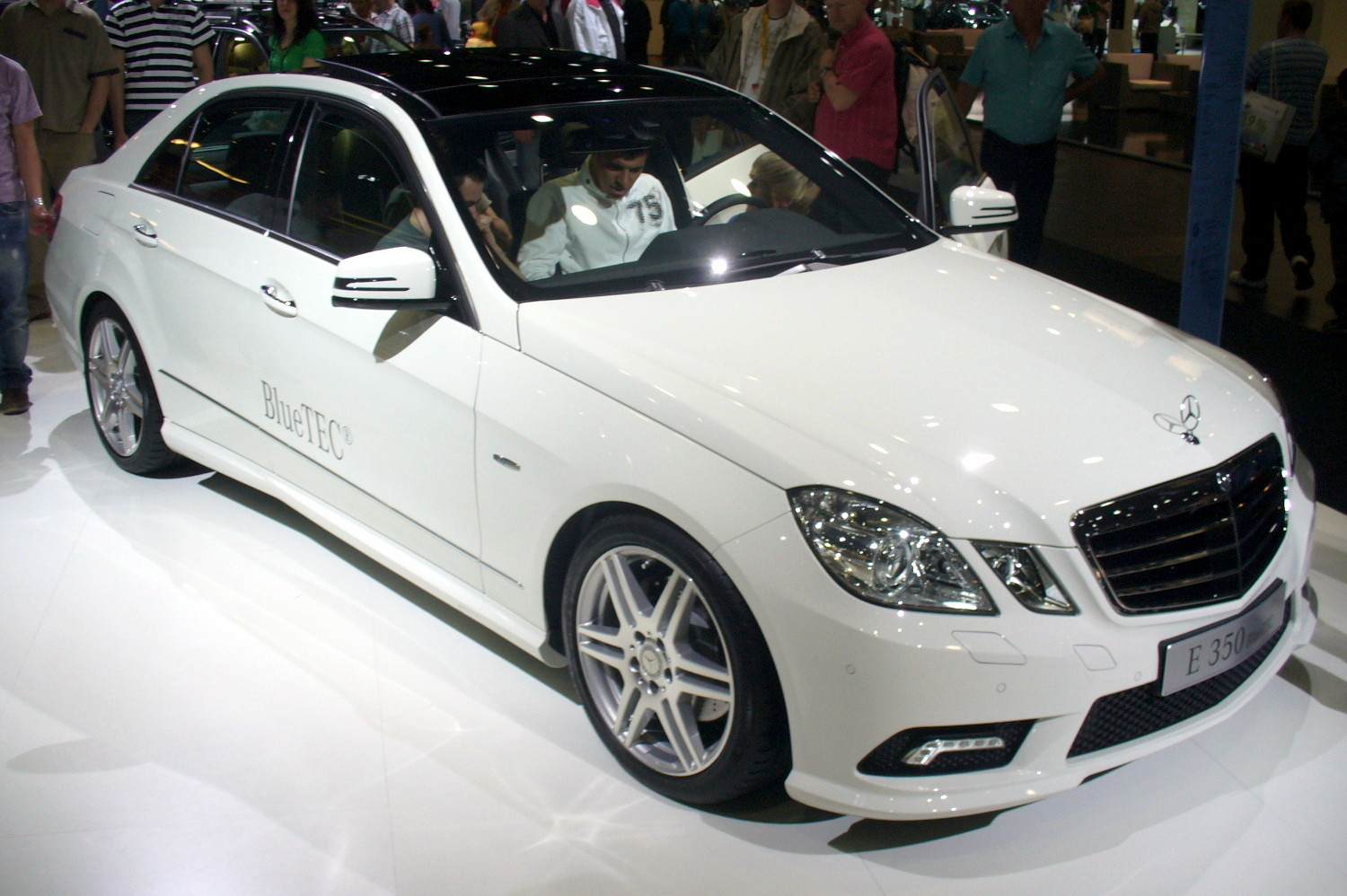
W212 Mercedes-Benz E350 BlueTEC
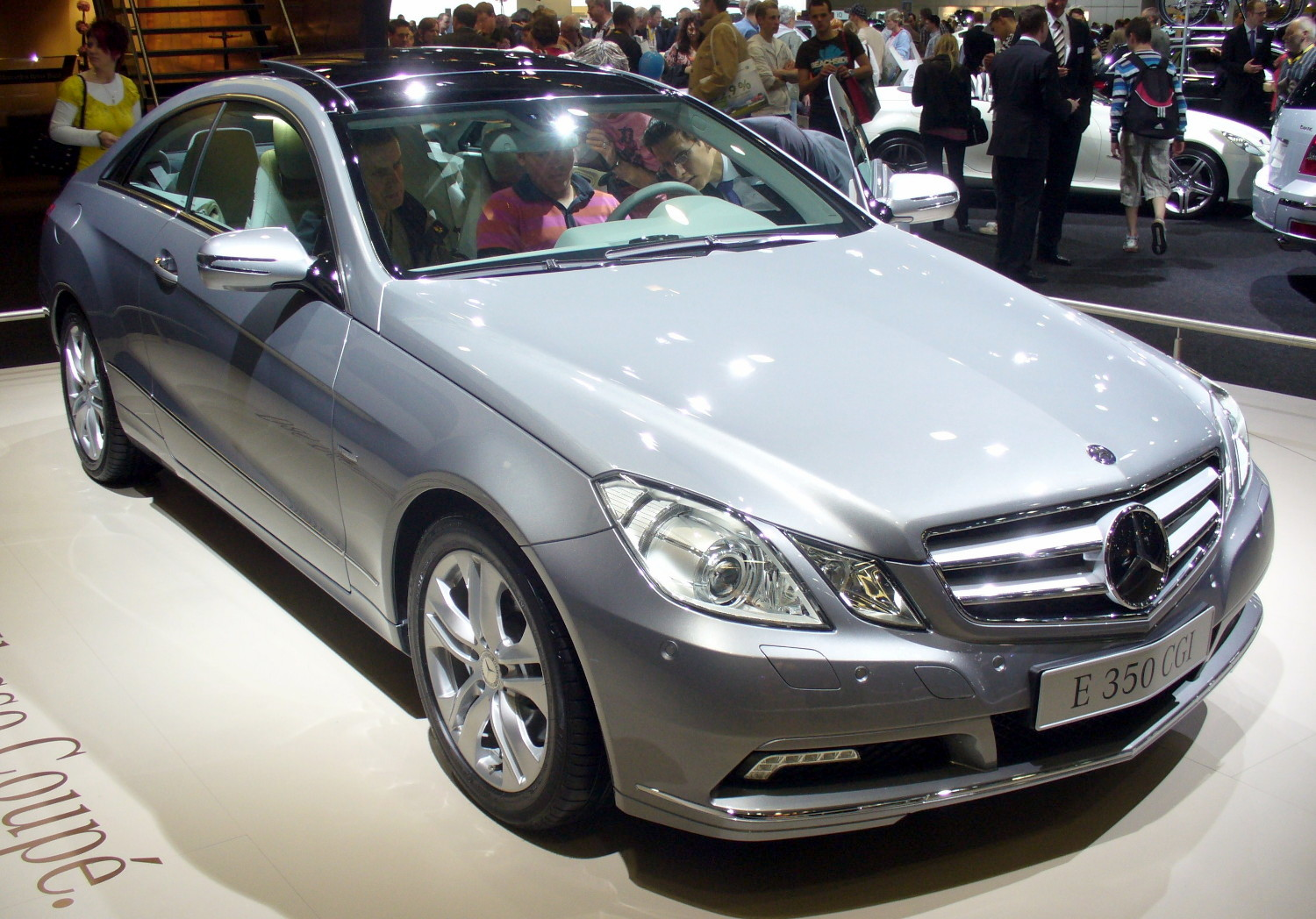
W212 Mercedes-Benz E350 CGI Coupé
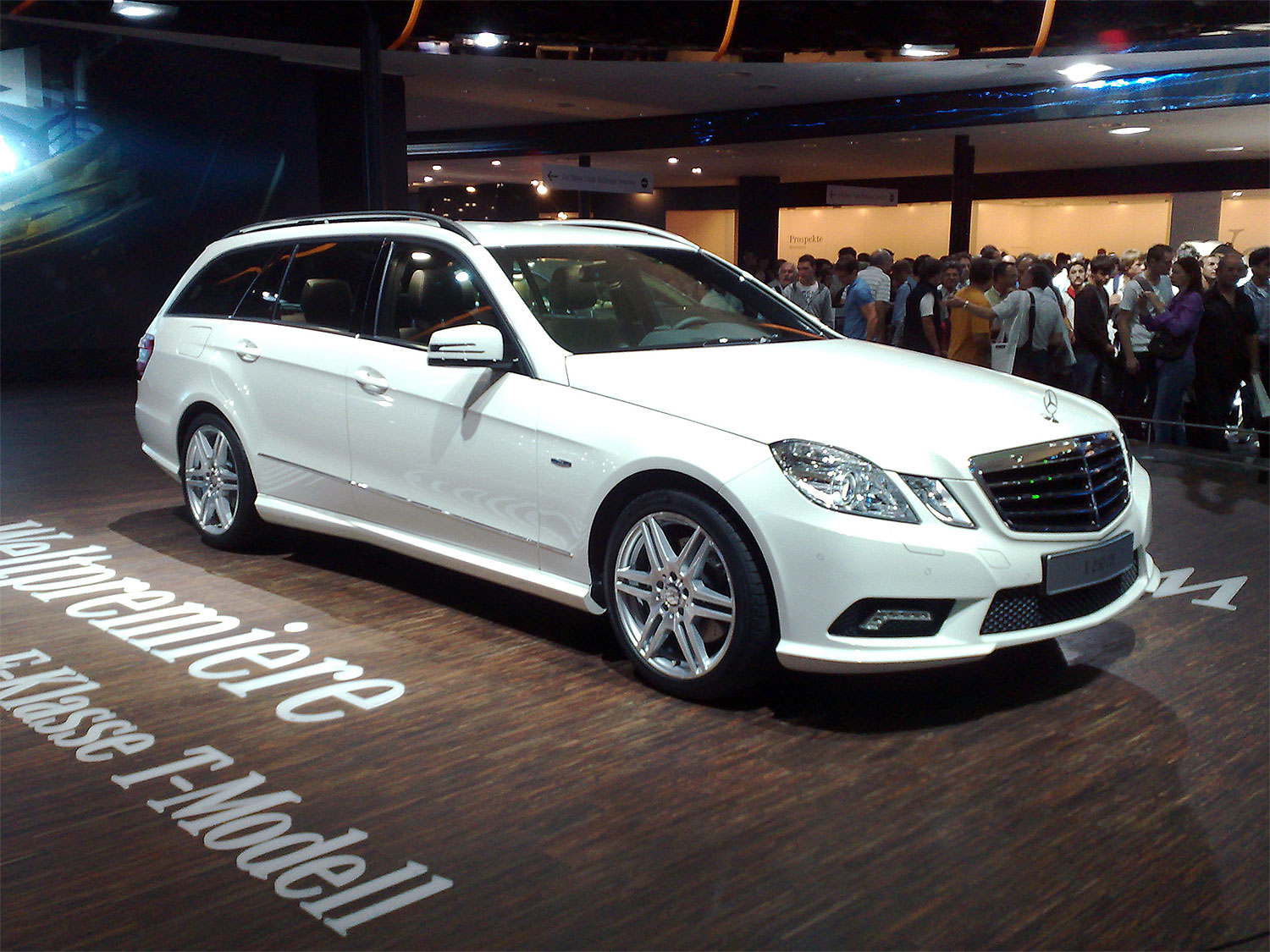
S212 Mercedes-Benz E350

## روابط مفيدة
- معلومات عن جميع طرازات مرسيدس
- موقع مرسيدس بنز الرسمي
- تقرير عن الإي كلاس 2017
- تقارير-سيارات/مرسيدس-بنز